# ویار-فونتن
ویار-فونتن (به فرانسوی: Villars-Fontaine) یک کمون در فرانسه با جمعیت ۱۲۹ نفر است که در Canton of Nuits-Saint-Georges واقع شده‌است.